# The Cosmopolitan Prayers
The Cosmopolitan Prayers (яп. 超変身コス∞プレイヤー Тё: Хэнсин Косу∞Пурэия:, Жрицы Мира) — японский аниме-сериал, выпущенный студией Imagin, транслировался с 12 января по 1 марта 2004 года. Всего выпущено 12 серий по 12 минут. Сайт Ranker поставил сериал на 10 место в списке худших аниме в истории.

## Сюжет
17-летняя школьница Кото Хосино больше всего на свете желает стать более храброй, чем её любимый персонаж из видео-игры — Мисудзу. Однажды во время школьной экскурсии, она посещает храм Идзумо, где находит странные часы на башне храма. По непонятным причинам в храме открывается портал зла, и девушку спасает парень по имени Курудзу, позже главная героиня оказывается, в параллельном мире волшебства и теперь должна сражаться против зла, используя магические силы.

## Список персонажей
- Кото Хосино — главная героиня истории, увлекается косплеем. Находит странный браслет в храме, благодаря которому может стать настоящей волшебницей. Поначалу не может превращаться, как остальные, но пытается всеми способами, в результате терпит наказание от Скарлетт. Вторая в команде девочек-волшебниц. Её костюм волшебницы, похож на платье Мико, японской жрицы.
- Скарлетт — Лидер команды девочек-волшебниц, склонна бить Кото. Она очень суровая, и подвергает Кото суровым тренировкам, даже после того, как Кото удаются преобразовываться, Скарлетт заявляется, что он плохое и неполное. Влюблена в Курудзу. Её костюм волшебницы имеет европейский стиль.
- Ико Суэ — самая интеллигентная в команде волшебниц. Носит при себе куклу. Использует боевой лук, со стрелами, или хлыст. Её волшебный костюм имеет индейский стиль.
- Ремурия Шариа — боится вырасти, так как хочет всегда оставаться ребёнком. Во время боя использует базуку. Её волшебный костюм имеет арабский стиль.
- Присциллария Шамаран — самая спокойная в команде волшебниц, с лёгкостью обороняется от монстров, и даже параллельно может заниматься другими делами, например завтракать. У неё есть собака по кличке Иносукэ, любит карри. Её волшебный костюм имеет индийский стиль.
- Ин-тян и Ю-тян — сёстры-близняшки и самые младшие члены команды волшебниц. Во время боя действуют, как единое целое. Их волшебные костюмы имеют китайский стиль.